# Don 2
Don 2: The King Is Back (डॉन २) és una pel·lícula de thriller d’acció índia en hindi escrita, coproduïda i dirigida per Farhan Akhtar. És la segona entrega de la sèrie Don. Produïda conjuntament per Excel Entertainment i Red Chillies Entertainment, la pel·lícula és protagonitzada per Shah Rukh Khan com l'antiheroi titular, amb Priyanka Chopra, Boman Irani, Lara Dutta, Om Puri, Nawwab Shah, Ally Khan, Sahil Shroff i Kunal Kapoor interpretant papers secundaris. Una seqüela de Don (2006), la història de la pel·lícula té lloc 5 anys després de la pel·lícula anterior quan Don (Khan), un poderós cap de la droga internacional, planeja fer-se càrrec del càrtel europeu de la droga. Mentrestant, Roma (Chopra) s'ha unit a la Interpol per caçar-lo.
La banda sonora de la pel·lícula va ser composta per Shankar–Ehsaan–Loy, mentre que Javed Akhtar va escriure la lletra. Jason West va ser el director de fotografia de la pel·lícula i Anand Subaya va ser el seu editor. Després de l'èxit de la primera pel·lícula, Akhtar havia planejat una seqüela el 2010 que no va funcionar. Després es va anunciar oficialment a principis de 2010, i el rodatge estava previst que comencés a finals d'aquest any. La fotografia principal va tenir lloc a Berlín, on es va rodar àmpliament.
Don 2 es va estrenar el 23 de desembre de 2011 en formats 2D i 3D, que també incloïa versions doblades en telugu i tamil. La pel·lícula va rebre crítiques positives de la crítica, rebent elogis per la seva història, fotografia, disseny de producció, banda sonora, partitura de fons, seqüències d'acció i actuacions del repartiment. Amb una recaptació de taquilla superior a 202,81 crore ₹ , Don 2 va ser un èxit de taquilla global. En el moment de la seva estrena, la pel·lícula era la 3a pel·lícula hindi més taquillera de 2011.
Don 2 va rebre diversos reconeixements en diverses cerimònies a l'Índia. Als 57ns Premis Filmfare, Don 2 va rebre 5, incloent Millor Pel·lícula, Millor Director (Farhan) i Millor actor (Khan), i va guanyar 2 premis: Millor acció i Millor disseny de so.

## Argument
Cinc anys després dels esdeveniments de Don, els caps europeus del càrtel de la droga es reuneixen per discutir sobre l'assassinat de Don, ja que està posant en perill el seu negoci rebaixant-ne els preus. Viu a Tailàndia durant els últims cinc anys, en Don va a un assentament remot per recollir un carregament de cocaïna. És acorralat pels seus propis socis que revelen que els europeus els van oferir un acord perquè la seva cocaïna procedent d'Àsia estigués oberta a la venda a Europa. Don fa la seva sortida matant tots els seus homes i destruint tot l'assentament. Torna a Malàisia, on es lliura al detectiu Malik i Roma, que s'ha unit a la Interpol. És condemnat a mort i enviat a la presó, on coneix l'antic rival Vardhaan.
Vardhaan intenta venjar-se de Don per haver-lo empresonat, però accepta treballar amb ell quan Don li ofereix l'oportunitat d'escapar. Don i Vardhaan finalment escapen enverinant els altres presos. A Zuric, Don es troba amb la companya de confiança Ayesha, i recuperen una cinta d'un armari secret la clau del qual estava en possessió de Vardhaan. Mostra a J. K. Diwan, vicepresident d'impressió d'euros del DZB (Deutsche Zentral Bank) subornant Singhania per matar James Werden, l'opció original per al president del banc perquè el superior de Diwan, Fabian Kohl, obtindria el càrrec. Singhania va ser assassinat per Vardhaan cinc anys abans. Don fa xantatge a Diwan perquè li doni els plànols del banc perquè pugui robar les planxes d'impressió. Diwan li dóna plànols falsos i contracta Abdul Jabbar, un assassí letal.
En Don s'escapa i agafa Jabbar perquè treballi per a ell. Sense cap altra opció, Diwan li dóna els plànols originals. Roma i Malik arriben a Berlín i interroguen sense èxit a Diwan mentre Don i el seu equip executen un robatori a un banc. Després de robar les planxes d'impressió, Don és traït per Vardhaan i Jabbar però, havent previst això, escapa. Un altre membre de l'equip anomenat Sameer, que Don va conèixer abans per parlar de les seves travessies, truca a la policia sobre Don, que acaba sent arrestat. No obstant això, Don fa xantatge a Diwan perquè li doni la immunitat alemanya a canvi d'esborrar l'evidència que està implicat en l'assassinat de James Warden. Negocia amb la Policia de Berlín i la Interpol per lliurar les plaques i un disc que conté detalls de l'inframón europeu a canvi de la seguretat dels ostatges i desactivar les bombes al banc.
Don i Roma arriben a Vardhaan després d'un sagnant combat amb els seus sicaris i es troben en un enfrontament. Tot i que Vardhaan i Jabbar ho van ordenar -i el mateix Don- Roma és incapaç de matar a Don i és disparat per Jabbar com a resposta; encara té sentiments per ell, tot i que cinc anys abans va matar el seu germà i la seva promesa, i tampoc vol fer-ho il·legalment. Malgrat el contratemps, Don sotmet Vardhaan i mata Jabbar. Després de la detenció de Vardhaan, Don obté els seus documents d'immunitat i lliura les plaques i el disc tal com s'ha acordat, alhora que porta a Roma a una ambulància. Més tard, Don detona una bomba col·locada al cotxe de Diwan, matant a Diwan i aparentment destruint les plaques que havia pres.
En una escena final, es revela que Don encara té les plaques de moneda real, ja que les que es van destruir a l'explosió del cotxe eren falses. També resulta que Sameer era realment lleial a Don; informar a la policia era part del pla de Don i que el disc conté els noms dels caps del càrtel europeu que van conspirar per assassinar Don. Com a resultat, Kohl i els caps del càrtel europeu acaben sent arrestats i enviats a la presó al costat de Vardhaan. Després d'haver aconseguit derrotar a Vardhaan i als caps europeus, Don es converteix en rei de l'inframón europeu amb Sameer i Ayesha al seu costat.

## Repartiment
- Shah Rukh Khan com a Mark "Don" Donald
- Priyanka Chopra com a Roma Bhagat
- Boman Irani com a Vardhaan Makhija / Fake Brij Baruah
- Kunal Kapoor com a Sameer "Sam" Ali
- Om Puri com el detectiu Vishal Malik
- Lara Dutta com a Ayesha Kapoor
- Ally Khan com a J. K. Diwan
- Nawwab Shah com Abdul Jabbar
- Sahil Shroff com a Arjun Shergill
- Wolfgang Stegemann com a Karl Cost (assistent alemany de Jabbar)
- Rike Schmid com a Yana Ali, la dona de Sameer
- Martin Goeres com el Goon de Jabbar
- Timo Honsa com el Goon de Jabbar
- Christian Maria Goebel com Fabian Kohl
- Günter Barton com a James Werden
- Bianca Karsten com Sophie Kohl
- Hans-Eckart Eckhardt com el Dr. Schneider
- Klaus Schindler com a comissari Muller de la policia de Berlín
- Jason West com Jimmy Coogan
- Ridzuan Hashim com Jaruwan
- Adi Putra com a advocat de Malàisia de Don
- Florian Lukas com a oficial Jens Berkel
- Nicolas Walier com a oficial de SEK.
- Sten Jacobs com a oficial de SEK.
- Rajesh Khattar com a cap del cartell Singhania (imatges d'arxiu)
- Hrithik Roshan com a Don (cara disfressada; aspecte especial)

## Producció

### Desenvolupament
El 2007 es va anunciar una seqüela, un any després de l'estrena de Don (2006) de Farhan Akhtar. No obstant això, la pel·lícula es va retardar a causa de la cirurgia d'espatlla a Shah Rukh Khan. El repartiment original va repetir els seus papers excepte Arjun Rampal i Ishaa Koppikar; Lara Dutta i Kunal Kapoor van tenir nous papers. Akhtar va dir que va decidir fer una seqüela de la seva pel·lícula de 2006 perquè "li donava molta llibertat per explorar el personatge". Khan tenia drets d'autor d'un tatuatge de "D" al braç i es va deixar créixer el cabell llarg per a la pel·lícula.
Khan va fer un gran exercici per al paper i va realitzar gairebé totes les acrobàcies per si mateix. Don 2 va marcar el retorn de Khan a fer de dolent després de pel·lícules anteriors com Darr i Baazigar.Chopra va aprendre arts marcials i va entrenar durant més de dos mesos. Boman Irani va perdre 12 kg pel seu paper i es va fer créixer la barba per fer semblar el seu personatge "fred, astut i enganyós"; va sentir que interpretar a un dolent era "un gran pas" per a ell com a actor. Dutta va ser seleccionada després que Koppikar, que va interpretar el paper a Don, abandonés la pel·lícula. Khan la va recomanar a Akhtar, que havia treballat amb ella a Billu el 2009. Tanmateix, el seu paper va ser canviat després del seu càsting, i va resultar ser un personatge diferent al de Koppikar. En una entrevista a The Hindustan Times, Dutta va dir que era emocionant interpretar un nou personatge, ja que no hi hauria cap predecessor a l'altura.

### Rodatge

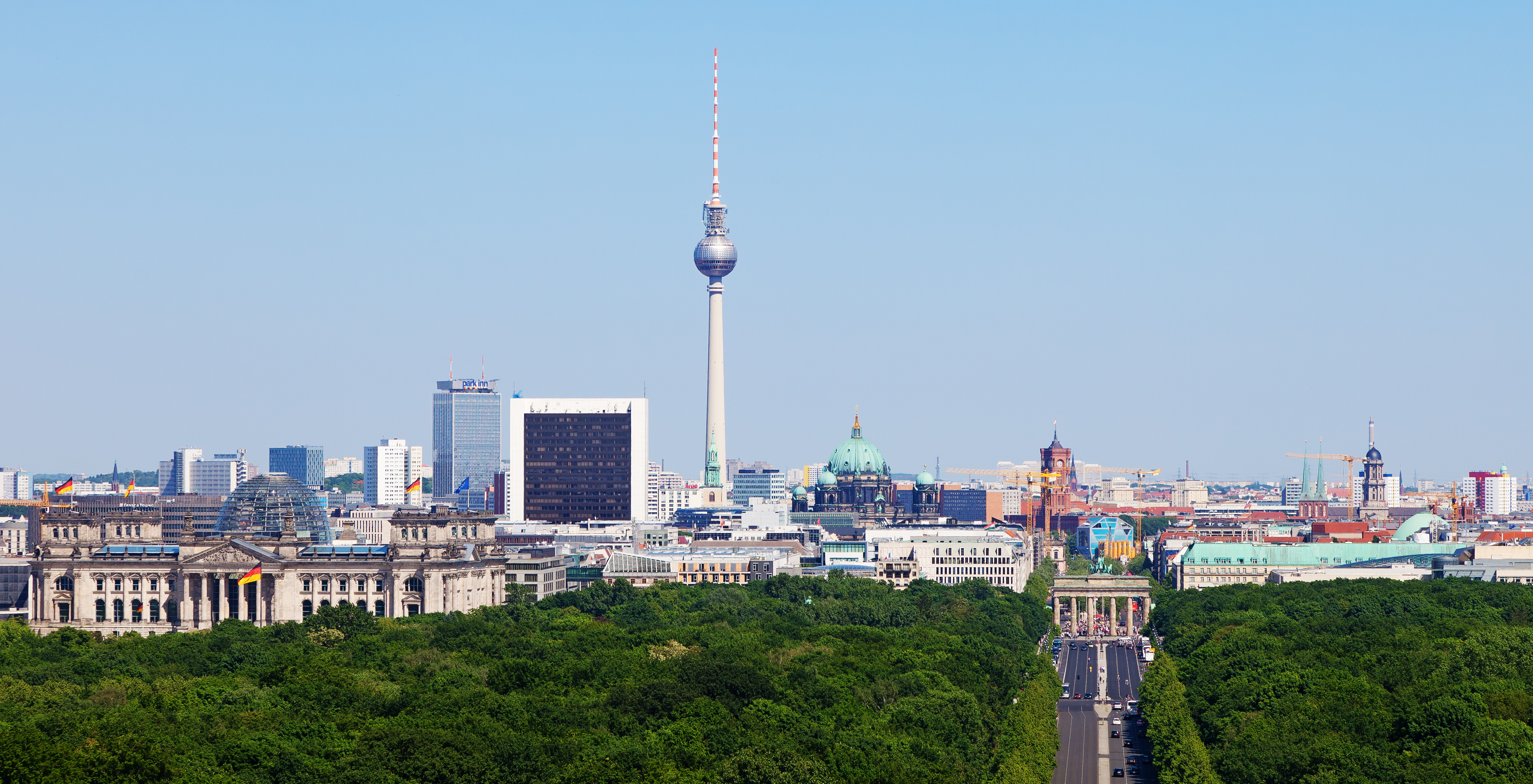
Don 2 es va rodar àmpliament a Berlín.

La fotografia principal de Don 2 va començar l'octubre de 2010 a Berlín, convertint-se en la primera pel·lícula hindi que es va rodar allà. La decisió de rodar a la ciutat es va prendre després que Khan assistís al Festival Internacional de Cinema de Berlín per a la projecció de My Name is Khan i es va adonar que la ciutat proporcionava el teló de fons realista necessari per a la pel·lícula. Abans de començar el rodatge, el govern alemany va anunciar la pel·lícula a la seva lloc web, prometent suport i cooperació durant el rodatge. Un equip indi de 70 membres va viatjar a la ciutat durant dues setmanes per preparar-se per al rodatge. Les escenes es van filmar a la Porta de Brandenburg, la Alexanderplatz, la Catedral Francesa i l'East Side Gallery.El govern alemany va oferir 3 milions d'euros en incentius als productors de la pel·lícula, ja que es va rodar a Berlín. El rodatge va costar 6,8 milions d'euros.
Khan va experimentar amb diverses aparences i va realitzar les seves pròpies acrobàcies a la pel·lícula. A Berlín, va fer un salt de 300 peus per a una escena. Una escena de persecució amb 67 cotxes va tancar les vies principals (inclosa la Porta de Brandenburg) durant tres setmanes. Cada dia, s'oferien rutes alternatives per carreteres acordonades per al rodatge. El programa de rodatge també incloïa una aparició especial de Hrithik Roshan, la presència del qual va ser mantinguda en secret pels cineastes.El desembre de 2010 va acabar el rodatge de Berlín. Al febrer de 2011, els actors van volar a Malàisia, on es van rodar diverses escenes a la presó de Malacca amb presoners com a extres. Es va posar a disposició del rodatge una secció del bloc de la presó, amb samarretes especials que distingien els membres de la tripulació dels presoners a la zona d'alta seguretat. Khan es va entrenar amb el director d'acrobàcies i baralles de Hollywood Wolfgang Stegemann, que també va interpretar a Karl a la pel·lícula.
El setembre de 2011, el rodatge es va resumir en una cançó amb els dos protagonistes. Una altra cançó es va rodar amb Khan a Goa a finals de novembre, només un mes abans de l'estrena de la pel·lícula. La cançó es va rodar com una seqüència d'acció, però no va aparèixer a la pel·lícula. L'agost de 2011, els productors van dir que llançaran Don 2 en 3D. La idea de la conversió en 3D se li va ocórrer a Akhtar mentre rodava; després de les proves a Los Angeles, es va decidir convertir tota la pel·lícula.El director de fotografia havia utilitzat lents especials, que facilitaven la conversió. Sidhwani va dir que la idea de convertir la pel·lícula en 3D li va sorgir després de veure Harry Potter i les relíquies de la Mort (Part 2). Chuck Comisky, un veterà innovador de S-3D que va supervisar els efectes visuals i estèreo 3D per a Avatar i Sanctum, va rebre la feina. Anand Subaya va ser l'editor i Jason West va ser el director de fotografia. El digital intermediate i els efectes visuals de Don 2 van ser de Pixion Studios, i la conversió en 3D de Reliance Mediaworks.

## Estrena
Don 2 es va estrenar a tot el món el 23 de desembre de 2011 en 3.105 pantalles al mercat nacional, incloses 500 impressions en 3D, i en 650 pantalles a 40 països. Les versions doblades en telugu i tamil es van publicar amb la versió hindi. La segona fase del llançament internacional de la pel·lícula va començar el gener de 2012 a 84 països. Del 9 de febrer de 2012 al 19 de febrer de 2012, Don 2 es va projectar al teatre World Premiere Cinema durant el 62è Festival Internacional de Cinema de Berlín. Reliance Entertainment va obtenir una ordre "John Doe" del Tribunal Superior de Delhi que li permet notificar de cessament i desistiment de pel·lícules pirates.
Un mes abans de l'estrena de Don 2, Nariman Films, productors de Don, va enviar un avís legal a Reliance i Excel Entertainment sobre el seqüela. Segons l'avís, Nariman havia donat els drets a Excel Entertainment a perpetuïtat només per Don.El 19 de desembre, una setmana abans del llançament de Don 2, el Tribunal Superior de Bombai es va negar a continuar l'estrena de la pel·lícula; la decisió del tribunal va considerar l'estrena programada de la pel·lícula el 21 de desembre a l'estranger i el 23 de desembre a l'Índia, per a les quals s'havien reservat moltes sales.
Les escenes de fumar de la pel·lícula van venir amb una exempció de responsabilitat segons el consell del Ministeri de Salut als productors. El DVD es va llançar el 7 de febrer de 2012 amb dues versions diferents, Blu-ray i una funció especial que es va llançar el 10 d'abril i el 24 de maig.

## Recepció
Don 2 va rebre crítiques positives de la crítica, rebent elogis per la seva història, fotografia, disseny de producció, banda sonora, partitura de fons, seqüències d'acció i actuacions del repartiment.
El juny de 2020 la pel·lícula tenia una puntuació d'aprovació del 69% al lloc de l'agregador de ressenyes Rotten Tomatoes, basat en 13 ressenyes, amb una puntuació mitjana de 6,68 sobre 10. Nikhat Kazmi de The Times of India va puntuar la pel·lícula amb 4 estrelles sobre 5 i la va anomenar "un clàssic thriller d'acció/crim que no et deixa anar, ni tan sols per un moment, la trama ha estat ben elaborada, amb cada gir caient al seu lloc com un petit trencaclosques complicat, tot i que net." Rachit Gupta de Filmfare també va valorar la pel·lícula amb 4 estrelles de 5, i va elogiar les actuacions de Khan, Chopra i Irani, remarcant "Porten la pel·lícula a través dels seus moments plans. No està gaire tensa, però Don 2 ofereix prou emocions al final i només això fa que val la pena mirar-lo." Priya Joshi de Digital Spy va donar a la pel·lícula un 4 sobre 5, elogiant la seva dramàtica conclusió, que va pensar que va ser executada de manera brillant, i va escriure que "és una festa d'acció totalment estimulant, feta a l’estil de Bollywood, i un cop d'adrenalina enmig de la tarifa habitual de pel·lícules festives inspirades en elfs."
Una ressenya realitzada per The Express Tribune va qualificar la pel·lícula "una obra mestra visual", i va afegir que "estableix un punt de referència molt alt per a futures pel·lícules d'acció índies". Komal Nahta va puntuar la pel·lícula amb un 3,5 sobre 5, qualificant-la de "guanyadora", però es sentia que la primera meitat era lenta. Taran Adarsh de Bollywood Hungama va donar a la pel·lícula un 3,5 sobre 5, sentint que la segona meitat tenia el millor la pel·lícula a un altre nivell, i va escriure "Akhtar tria un concepte completament nou, el guarneix amb acció clàssica, imatges impressionants, donant-li un aspecte i una sensació internacional". Aniruddha Guha de Daily News and Analysis va donar 3 de 5 elogis per l'actuació i les seqüències d'acció de Khan, que creia que feien que la pel·lícula funcionés. Mid-Day li va donar un 2,5 sobre 5, elogiant l'actuació de Khan i va escriure: "La pel·lícula és elegant, la cinematografia és captivadora, però falta molt el ritme atrevit i l'avantguarda del seient que espereu d'un thriller d'acció d'aquest tipus."
Raja Sen de Rediff.com va anomenar la pel·lícula com "una oferta d'acció brillant i desvergonyida polida dins d'una polzada de si mateixa, que s'uneix visualment de manera perfecta i eficaç." Sen també va afegir que "tot i que la pel·lícula s'ha produït de manera impressionant, ha estat decepcionat per l'actuació exagerada de Khan, mentre que altres actors eren infrautilitzats i no se'ls va donar res a fer." Rajeev Masand va donar a la pel·lícula 2 de 5 estrelles, titllant-la d'"espectacularment avorrida", i va escriure "Don 2 està ben rodada i hi ha moments en què Khan està fascinant. Però això no és suficient per mantenir el teu interès durant més de dues hores... fins i tot els fans més lleials de l'actor es trobaran badallant." Sonia Chopra de Sify també va donar un 2,5 sobre 5, sentint que la pel·lícula original era millor en comparació amb la seqüela, però va elogiar les seqüències d'acció, escrivint "Les persecucions de cotxes són excel·lents i us mantindran al vostre seient. Per a la resta de la pel·lícula, però, estaràs ajupit en aquest mateix seient, esperant les emocions que promet la sèrie Don." Escrivint per a Hindustan Times, Mayank Shekhar va quedar decebut amb la pel·lícula, titllant-la de "no s'acabava mai" i va criticar la trama estirada. Sudhish Kamath de The Hindu va dir: "L'editor desitja que el seu estudi explotés i no havia de posar-ho. Però s'està fent un xec gros. Fa la seva feina el millor que pot i gairebé està acabat quan escolta aquella frase "Don Ko Pakadna Mushkil Hi Nahin…""
Entre els crítics d'ultramar, Lisa Tsering de The Hollywood Reporter va escriure: "L'incursió de Khan al territori dels nois dolents és una farsa amb poca substància." David DeWitt de The New York Times la va anomenar el "cosí elegant" de "Missió: Impossible i Ocean's Eleven".

## Taquilla

### Nacional
Don 2 es va fer amb un cost de producció de ₹760 miliona (US$9.1 milions) excloent la tarifa d'actuació de SRK amb participacions en beneficis que és de ₹650 milions (US$7.8 milions). El primer dia, Don 2 va tenir uns nivells d'ocupació del 80 per cent a tota l'Índia. En els múltiplex, el seu nivell d'ocupació era del 75%-80% per cent i del 70-75% als cinemes de pantalla única. La pel·lícula va recaptar ₹147 milions (US$1.8 milions) en la seva versió hindi, en el procés de convertir-se en la tercera pel·lícula índia més taquillera el dia d'estrena (la quarta més alta per a la versió hindi) i la pel·lícula més taquillera del dia d'estrena un divendres no festiu. La pel·lícula va augmentar els seus guanys entre un 20 i un 25 per cent en cinemes de gamma alta durant el segon i tercer dia, ajudat per un augment considerable dels ingressos del multiplex. Durant el cap de setmana, Don 2 va recaptar ₹470 milions (US$5.6 miliona)  de la seva versió hindi i uns altres  ₹15 milions (US$180,000) de les seves versions tàmil i telugu. Va aguantar bé la setmana següent, recollint un total de ₹700 milions (US$8.4 milions) al final de la seva primera setmana. Durant el segon cap de setmana de la pel·lícula,  Don 2 va guanyar ₹145 milions (US$1.7 milions) de la seva versió hindi. La pel·lícula es va mantenir bé durant la seva segona setmana, amb una disminució del 62% i acumulant ₹270 milions (US$3.2 milions)  de la seva versió hindi i així el seu total de dues setmanes a ₹970 milions (US$12 milions) . El total de la segona setmana de Don 2 va ser el segon més alt del 2011, després de Ready. Al final de la seva actuació teatral, la versió hindi de Don 2 va recaptar ₹1.060 millions (US$13 milions) a l'Índia i les versions regionals van afegir 60 milions més de ₹60 million per un gran total de ₹1.120 milions (US$13 milions) incloent tàmil i telugu, que la converteix en la pel·lícula de Bollywood més taquillera del 2011.

### Internacional
Don 2 es va llançar a l'estranger en dues fases, amb la majoria dels principals mercats coberts en la primera fase. La pel·lícula estableix diversos rècords el dia de l'estrena. Va recaptar 550.000 dòlars a 164 cinemes dels Estats Units. Al Regne Unit, els ingressos de Don 2 van debutar entre els deu primers, guanyant 527.000 dòlars en tres dies en 76 cinemes; a l'Orient Mitjà, la pel·lícula va recaptar 930.000 dòlars en dos dies. Va batre el rècord d'ingressos d'un sol dia a Austràlia (62.000 dòlars), i va recaptar 136.000 dòlars a Austràlia, Nova Zelanda i Fiji durant els dos primers dies de la seva estrena.
La pel·lícula va recaptar ₹16.9 milions (US$200,000) durant la seva primera setmana al Pakistan, batent tots els rècords anteriors. Don 2 va recaptar ₹371 milions (US$4.4 milions) durant el cap de setmana, i ₹504 milions (US$6.0 milions) durant la seva primera setmana. Va establir un rècord per a la setmana d'estrena més gran de tots els temps per a una pel·lícula hindi a Amèrica del Nord, guanyant 2,64 milions de dòlars. Va ser la pel·lícula de Bollywood més taquillera a l'estranger el 2011. Durant la segona fase del seu llançament, que va començar el febrer de 2012, Don 2 va guanyar 112.027 $ a Alemanya i 5.041 $ a Àustria.Va recaptar 11,24 milions de dòlars al mercat estranger i va ser la tercera pel·lícula de Bollywood més taquillera a l'estranger en aquell moment, després de My Name Is Khan i 3 Idiots.

## Reconeixements
| Premi                                   | Data                                            | Categoria                                                | Receptor(s) i nominat(s) | Resultat  | Ref.                 |
| --------------------------------------- | ----------------------------------------------- | -------------------------------------------------------- | ------------------------ | --------- | -------------------- |
| BIG Star Entertainment Awards           | 2012                                            | Actor més entretingut en una pel·lícula d'acció: masculí | Shah Rukh Khan           | Nominat   | [ 76 ]               |
| BIG Star Entertainment Awards           | 2012                                            | Actor més entretingut d'una pel·lícula d'acció: femení   | Priyanka Chopra          | Nominat   | [ 76 ]               |
| ETC Bollywood Business Awards           | 2012                                            | Més taquillera de l’any                                  | Don 2                    | Nominat   | [ 77 ]               |
| ETC Bollywood Business Awards           | 2012                                            | Director més rendible                                    | Farhan Akhtar            | Nominat   | [ 77 ]               |
| ETC Bollywood Business Awards           | 2012                                            | Primera mirada més popular d'una pel·lícula              | Don 2                    | Guanyador | [ 77 ]               |
| Filmfare Awards                         | 29 de gener de 2012                             | Millor pel·lícula                                        | Don 2                    | Nominat   | [ 78 ] [ 79 ]        |
| Filmfare Awards                         | 29 de gener de 2012                             | Millor director                                          | Farhan Akhtar            | Nominat   | [ 78 ] [ 79 ]        |
| Filmfare Awards                         | 29 de gener de 2012                             | Millor Actor                                             | Shah Rukh Khan           | Nominat   | [ 78 ] [ 79 ]        |
| Filmfare Awards                         | 29 de gener de 2012                             | Millor acció                                             | Matthias Barsch          | Guanyador | [ 78 ] [ 79 ]        |
| Filmfare Awards                         | 29 de gener de 2012                             | Millor disseny de so                                     | Nakul Kamte              | Guanyador | [ 78 ] [ 79 ]        |
| IIFA Awards                             | 9 de juny de 2012                               | Millor Actor                                             | Shah Rukh Khan           | Nominat   | [ 80 ]               |
| IIFA Awards                             | 9 de juny de 2012                               | Millor vilà                                              | Boman Irani              | Nominat   | [ 80 ]               |
| Premis Lions Gold                       |                                                 | Actor preferit en un paper protagonista: masculí         | Shah Rukh Khan           | Guanyador | [ 81 ]               |
| Premis Lions Gold                       | Actor preferit en un paper protagonista: femení | Priyanka Chopra                                          | Guanyador                |           | [ 81 ]               |
| National Media Network Film & TV Awards |                                                 | Millor director                                          | Farhan Akhtar            | Guanyador | [ 82 ]               |
| Producers Guild Film Awards             |                                                 | Millor actor en un paper protagonista                    | Shah Rukh Khan           | Nominat   | [ 83 ] [ 84 ]        |
| Producers Guild Film Awards             | Millor animador de l'any: masculí               | Guanyador                                                | Shah Rukh Khan           |           | [ 83 ] [ 84 ]        |
| Producers Guild Film Awards             | Millor Animador de l'Any - Femení               | Priyanka Chopra                                          | Guanyador                |           | [ 83 ] [ 84 ]        |
| Producers Guild Film Awards             | Millor disseny de so                            | Nakul Kamte                                              | Nominat                  |           | [ 83 ] [ 84 ]        |
| Producers Guild Film Awards             | Millor mescla de so                             | Nakul Kamte, Debajit Changmai                            | Nominat                  |           | [ 83 ] [ 84 ]        |
| Producers Guild Film Awards             | Millors efectes especials                       | Prasad Sutar                                             | Nominat                  |           | [ 83 ] [ 84 ]        |
| Screen Awards                           |                                                 | Millor Actor                                             | Shah Rukh Khan           | Nominat   | [ 85 ] [ 86 ] [ 87 ] |
| Screen Awards                           | Millor actor (elecció popular)                  | Guanyador                                                | Shah Rukh Khan           |           | [ 85 ] [ 86 ] [ 87 ] |
| Screen Awards                           | Millor actriu (elecció popular)                 | Priyanka Chopra                                          | Nominat                  |           | [ 85 ] [ 86 ] [ 87 ] |
| Screen Awards                           | Jodi No. 1                                      | Shah Rukh Khan, Priyanka Chopra                          | Guanyador                |           | [ 85 ] [ 86 ] [ 87 ] |
| Screen Awards                           | Millor acció                                    | Matthias Barsch                                          | Nominat                  |           | [ 85 ] [ 86 ] [ 87 ] |
| Screen Awards                           | Millors efectes especials                       | Prasad Sutar, Viral Thakkar                              | Nominat                  |           | [ 85 ] [ 86 ] [ 87 ] |
| Premis Stardusts                        |                                                 | Millor pel·lícula                                        | Don 2                    | Nominat   | [ 88 ]               |
| Premis Stardusts                        | Millor director                                 | Farhan Akhtar                                            | Nominat                  |           | [ 88 ]               |
| Premis Stardusts                        | Actor de l'any - masculí                        | Shah Rukh Khan                                           | Nominat                  |           | [ 88 ]               |
| Premis Stardusts                        | Actor de l'any - femení                         | Priyanka Chopra                                          | Nominat                  |           | [ 88 ]               |
| Premis Stardusts                        | Millor actor - Thriller/Acció                   | Shah Rukh Khan                                           | Nominat                  |           | [ 88 ]               |
| Premis Stardusts                        | Millor actriu - Thriller/Acció                  | Priyanka Chopra                                          | Nominat                  |           | [ 88 ]               |
| Premis Zee Cine                         |                                                 | Millor pel·lícula                                        | Don 2                    | Nominat   | [ 89 ]               |
| Premis Zee Cine                         | Millor director                                 | Farhan Akhtar                                            | Nominat                  |           | [ 89 ]               |
| Premis Zee Cine                         | Millor Actor–Masculí                            | Shah Rukh Khan                                           | Nominat                  |           | [ 89 ]               |
| Premis Zee Cine                         | Millor Actor–Masculí (Crítics)                  | Shah Rukh Khan                                           | Guanyador                |           | [ 89 ]               |